# Protorosaurus speneri
Il protorosauro (Protorosaurus speneri) è un rettile estinto vissuto nel Permiano superiore (circa 250 milioni di anni fa), i cui resti fossili sono stati rinvenuti in Germania e in Inghilterra.

## L'antenato degli arcosauri
Questo animale aveva l'aspetto molto simile a quello di un attuale varano: le zampe artigliate erano posizionate ai lati del lungo corpo, e il collo allungato reggeva una testa armata di denti aguzzi. La lunghezza dell'intero animale non doveva oltrepassare il paio di metri. Il protorosauro è molto importante in paleontologia in quanto è uno dei primi esemplari di arcosauromorfi, ovvero quei rettili evoluti tra i quali sono presenti i coccodrilli, i dinosauri e dai quali sono derivati gli uccelli. Tra i parenti più stretti di questo animale, da ricordare il sudafricano Prolacerta e gli italiani Macrocnemus e Tanystropheus.

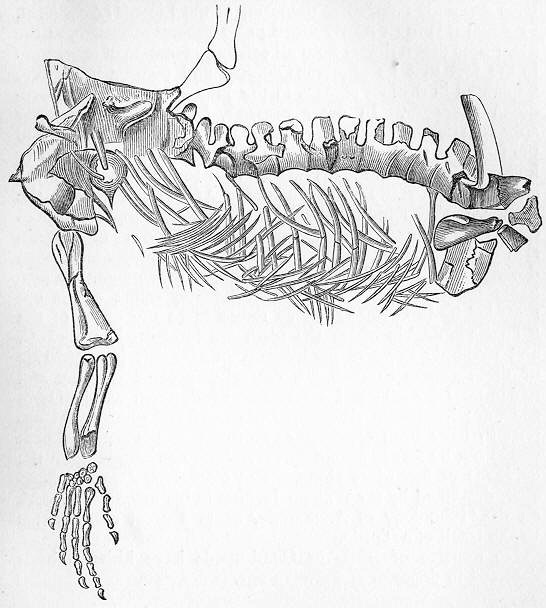
Scheletro parziale di Protorosaurus speneri

## Un varano erbivoro?
Lo studio dei resti del protorosauro ha permesso di rinvenire all'interno della cavità addominale numerosi ovuli fossilizzati di una conifera, Ullmannia frumentaria. Questi contenuti gastrici dimostrano che alcune piante formavano parte della dieta di questo rettile, anche se stranamente la dentatura dell'animale non è minimamente specializzata in tal senso.

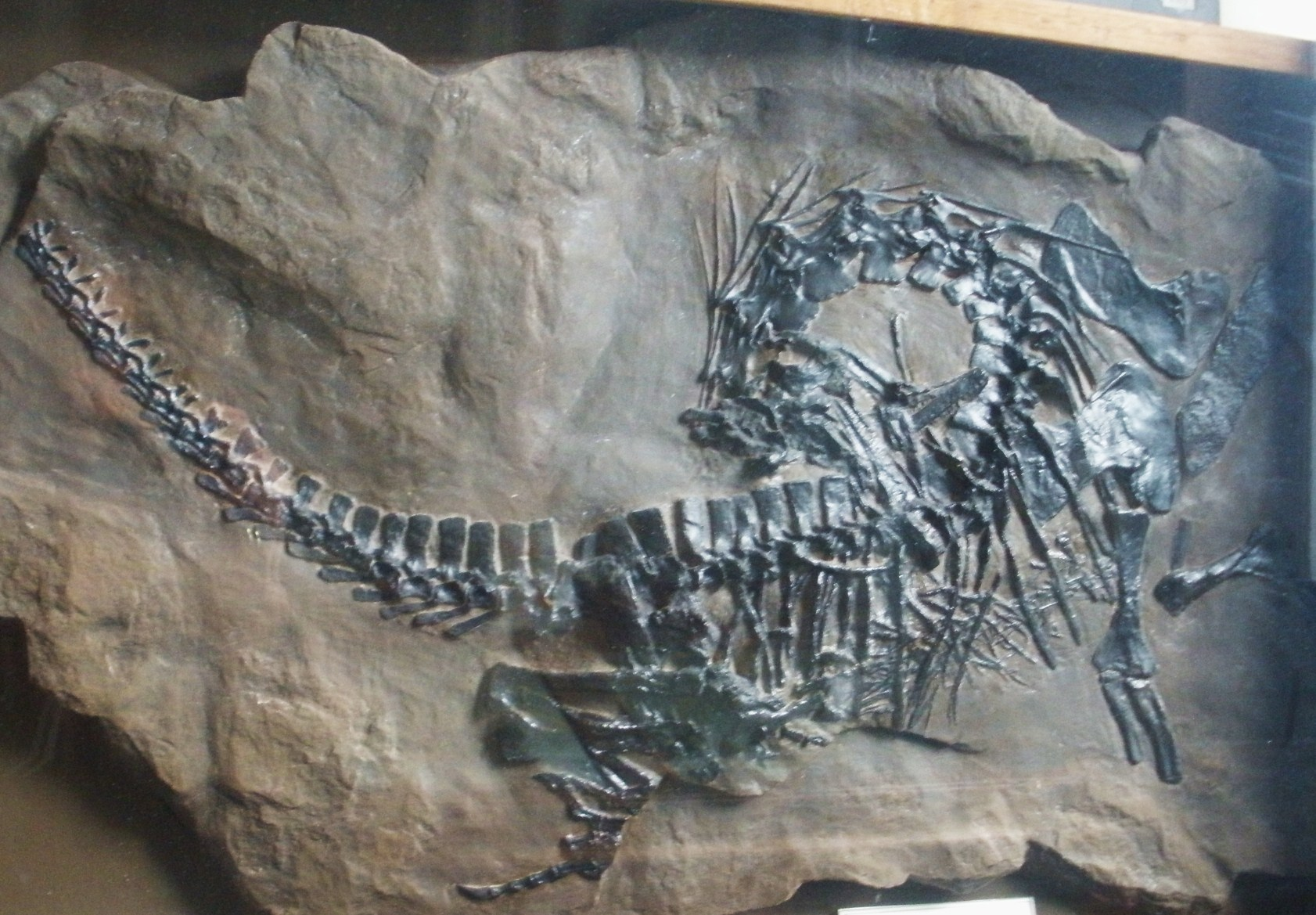
Fossile di Protorosaurus speneri, Museo Teylers, Haarlem